# Фишер, Моррис
Моррис Фишер (англ. Morris Fisher, 4 мая 1890 — 23 мая 1968) — американский морской пехотинец, олимпийский чемпион. Один из лучших стрелков Морской пехоты США за всю её историю.
Родился в Янгстауне, округ Махонинг, штат Огайо. В 1911 году вступил в Корпус морской пехоты США, в 1916 году получил нашивку снайпера. В 1920 году на Олимпийских играх в Антверпене Моррис Фишер стал чемпионом в личном первенстве в стрельбе из произвольной винтовки из трёх положений на дистанции 300 м, в командном первенстве в стрельбе из произвольной винтовки из трёх положений на дистанции 300 м и в командном первенстве в стрельбе из военной винтовки лёжа на дистанции 300 м. В 1924 году на Олимпийских играх в Париже он стал чемпионом в личном первенстве в стрельбе из произвольной винтовки лёжа на дистанции 600 м, и в командном первенстве в стрельбе из произвольной винтовки на дистанциях 400, 600 и 800 м.
С 1934 года Моррис Фишер прекратил участвовать в соревнованиях, но продолжал обучать стрельбе морских пехотинцев и полицейских. В 1941 году вышел в отставку, но в связи с началом Второй мировой войны вернулся на службу и войну провёл инструктором по стрелковому делу.
Моррис Фишер является автором двух книг по искусству меткой стрельбы.